# Agelasta laosensis
Agelasta laosensis là một loài bọ cánh cứng trong họ Cerambycidae.